# Universiade d'hiver de 1978
Navigation
Édition précédente Édition suivante
L'Universiade d'hiver 1978 est la 9e édition des Universiades d'hiver. Elle se déroule à Špindlerův Mlýn en Tchécoslovaquie, du 5 février au 12 février 1978.

## Tableau des médailles
| Rang | Nation           | Or | Argent | Bronze | Total |
| ---- | ---------------- | -- | ------ | ------ | ----- |
| 1    | Union soviétique | 6  | 5      | 3      | 14    |
| 2    | Tchécoslovaquie  | 4  | 2      | 3      | 9     |
| 3    | Italie           | 3  | 1      | 2      | 6     |
| 4    | France           | 1  | 2      | 1      | 4     |
| 5    | Pologne          | 1  | 2      | 0      | 3     |
| 6    | Bulgarie         | 1  | 1      | 1      | 3     |
| 7    | Suisse           | 0  | 2      | 1      | 3     |
| 8    | Autriche         | 0  | 1      | 3      | 4     |
| 9    | Finlande         | 0  | 0      | 2      | 2     |